# Фріульський фронт
Фріульський фронт (Fronte Furlan, Fronte Friulano, FF) — сепаратистська політична партія, що діє у Фріулі, Італія.

## Історія
Партія була заснована в 2006 році дисидентами Ліги Північної Фріулі—Ліги Півночі, найбільшої фріульської партії на сьогодні.
Фронт прагне до повної політичної, культурної та економічної автономії Фріулі в контексті Середньоєвропейської спільноти, а також проти «політичного гніту», «економічного колапсу», «етнічного гніту» та «спустошення місцевої культури», що здійснюються. італійськими установами.
На виборах у провінції Удіне 2013 року Сімеоні набрав 5,7 % голосів (будучи обраним до Ради провінції), а партійний список — 5,4 %. Після обрання Сімеоні залишив посаду прес-секретаря партії.

## Лідерство
- Прес-секретар: Федеріко Сімеоні (2006—2013)
- Президент: Клаудіо Боаро (2006–дотепер)